# Formación Río Frías
La formación Río Frías es una formación geológica del Mioceno Medio conformada por roca sedimentaria ubicada en la región de Aysén, Patagonia occidental, en Chile. La formación aflora a lo largo del curso superior del río Cisnes. En la formación se han encontrado fósiles de marsupiales. El período friasense de las edades mamífero de América del Sur lleva el nombre de la formación.

## Descripción
La formación Río Frías fue descubierta por Santiago Roth en el verano de 1897-1898. Roth era un inmigrante suizo que había sido enviado a inspeccionar la zona por Francisco Moreno. Moreno era director del Museo de La Plata y estuvo involucrado en el laudo limítrofe de 1902 entre Chile y Argentina, por lo que había una motivación tanto política como científica detrás de la exploración de la Patagonia. Santiago Roth llamó al curso alto del Río Cisnes como Río Frías sin saber que se trataba del mismo río. Además pensó que esta zona inexplorada estaba en Argentina y no en Chile. Esto llevó a la formación a adquirir su nombre. Roth envió fósiles que recolectó de la formación a Florentino Ameghino, quien estaba activo en La Plata. Fue con estos fósiles que Ameghino estableció el período friasense. Investigaciones posteriores sobre datos de 40Ar/39 Ar revelaron que la base de la formación data de 16,5 Ma, lo que significa una ligera superposición con la edad de los mamíferos terrestres santacrucense (que finaliza en 16,3 Ma). Se ha indicado para un nivel medio de la formación Río Frías una datación radiométrica de 14,83 Ma.
La formación se depositó en un medio sedimentario fluvial, caracterizado por un valle intermontano flanqueado por rocas del zócalo del Cretácico.
Se reconocen dos unidades litológicas en la formación:
- La unidad superior (ca. 75 m). Está integrada por conglomerados con clastos especialmente de tipo volcánicos (dioritas, andesitas, granitos, riolitas) en una matriz tobácea, alternados con areniscas bien laminadas y estratificadas, y areniscas pardo-rufas con una débil estratificación cruzada. Esta unidad no posee fósiles.
- La unidad inferior (ca. 131 m). Está integrada por tobas riolíticas y dácfticas, limolitas, tufitas, y areniscas de grano medio a fino. Porta abundantes fósiles.[1][7][8][9]

### Contenido fósil
En el año 1930, Lucas Kraglievich realizó una revisión de los mamíferos procedentes de la «formación Friaseana», distinguiendo dentro de ella el «horizonte Friasense».
En la formación se han encontrado los siguientes fósiles:
| Grupo     | fósiles | Imagen | notas         |
| --------- | --- | ------ | ------------- |
| Mamíferos | Astrapotherium hesperinum |        | [ 11 ] [ 12 ] |
| Mamíferos | Prothylacinus patagonicus |        | [ 11 ] [ 12 ] |
| Mamíferos | Adinoterio sp. |        | [ 11 ] [ 12 ] |
| Mamíferos | Nesodón sp. |        | [ 11 ] [ 12 ] |
| Mamíferos | Protypotherium sp. |        | [ 11 ] [ 12 ] |
| Mamíferos | Borhyaena tuberata |        | [ 11 ] [ 12 ] |
| Mamíferos | Theosodon sp. |        | [ 11 ] [ 12 ] |
| Mamíferos | Cladosictis patagónica |        | [ 11 ] [ 12 ] |
| Mamíferos | Pachyrukhos sp. |        |               |
| Mamíferos | Homalodotherium sp. |        |               |
| Mamíferos | Abderites meridionalis, Alloiomys friasensis, Megathericulus friasensis, Microbiotherium tehuelchum, Parabderites bicrispatus, Palaeothentes intermedius, P. lemoinei, P. minutus, Pichipilus halleuxi, Pitheculites rothi, Prototrigodon rothi, Sipalocyon gracilis, Neonematherium sp., Phoenixauchenia sp., ? Propalaehoplophorus sp., Prozaedyus sp., Trachytypotherium sp., Platyrrhini indet. |        |               |